# Senzai wakashū
Le Senzai wakashū (千載和歌集, Collection de mille ans), souvent abrégé Senzaishū, est une anthologie impériale de poésie japonaise de genre waka. Elle a été compilée en 1187 par Fujiwara no Shunzei à la demande de l'empereur retiré Go-Shirakawa qui la commanda en 1183. Elle comporte 20 volumes qui contiennent 1 285 poèmes.

## Poètes présents dans l'anthologie
- Minamoto no Kanemasa